# Marri-Bugti

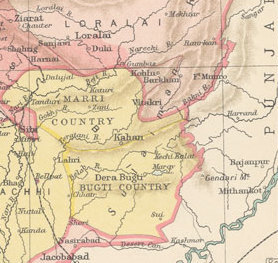
Localització en un mapa antic britànic de la zona.

Marri-Bugti (País dels), en anglès Marri-Bugti Country o Marri and Bugti Country) fou una regió tribal de l'agència del Balutxistan durant el domini britànic. El govern s'exercia des del districte de Sibi. La superfície del territori era de 18.464 km². Els marri i els bugti són dos importants tribus balutxis. Els marris ocupaven 3.268 km² al nord i els bugtis 3.861 km² al sud. Actualment la regió està repartida en els districtes de Kohlu, Dera Bugti i Sibi. La població el 1901 era de 38.919 habitants aproximadament repartits força equitativament entre marris i bugtis, la majoria nòmades. El territori estava al sud de la serralada de Sulaiman; el territori és inhòspit, amb diverses valls i altiplans que inclouen Nisau, Jant Ali, Kahan, Mawand i Marav. El 1904 només hi havia 5 pobles permanents (el 1901 encara eren 8) entre els quals Kahan (400 habitants, "capital" dels marri) i Dera Bugti (1500 habitants, "capital" dels bugti). Cada tribu tenia el seu cap (tumandar); les tribus estaven dividides en clans (takkar) manats per mukaddams, subdividits en seccions (phalli) i subseccions (para o firka).
Els principals clans dels marris són:
- Gaznis amb la secció principal dels Bahawalanzai
- Loharani-Shirani
- Bijrani

I els dels bugtis: 
- Pairozani Nothani
- Durragh Nothani
- Khalpar
- Massori
- Mondrani
- Shambani
- Raheja

## Història
Els marris va arribar al país i van expulsar els kupchanis i hasnis, en una data incerta; els bugtis pel seu costat van expulsar els buledis. Degut a la pobresa del territori es van dedicar al saqueig a les regions veïnes.
El primer contacte amb els britànics fou durant la primera Guerra Anglo-Afganesa quan un contingent manat pel major Billamore va entrar a la regió; l'abril de 1840 un petit destacament fou enviat sota el capità Lewis Brown per ocupar Kahan i vigilar el flanc de les línies de comunicació amb l'Afganistan; atacat immediatament durant cinc mesos, dos intents d'ajut van fracassar; finalment el fort es va haver de rendir a canvi de poder sortir en seguretat garantida per Doda Khan, el cap dels marri. El 1845 Sir Charles Napier va conduir una campanya contra els bugtis, que van fugir amb els khetrans; l'expedició fou un èxit relatiu. El general John Jacob, després de diversos conflictes especialment amb els bugtis, va establir contingents d'aquestos al Sind el 1847 però la major part va fugir i va retornar a les seves terres.
El 1854 les dues tribus foren posades sota protecció del kan de Kalat per un tractat; el 1859 Mir Khudadad Khan es va veure obligat a fer una expedició contra els marris, dirigida pel major (després Sir) Henry Green, sense gaire èxit; una nova campanya sense èxit va seguir el 1862. El 1867 el capita (després Sir) Robert Sandeman, subcomissionat de Dera Ghazi Khan, va entrar en contacte directe amb les dues tribus i en va posar diversos membres al servei del govern. La conferència de Mithankot del 1871 entre els oficials del Sind i el Panjab va posar a Sandeman com a agent polític del país Marri-Bugti sota les ordes únicament del superintendent del districte de la Frontera d'Upper Sind (Alt Sind o Sind Superior).
El 1877 es va crear l'agència del Balutxistan i el territori hi fou incorporat, establint-se alguns subsidis per les dues tribus. Els bugtis ja no van donar problemes però els marris van saquejar un comboi l'agost de 1880 a la carretera d'Harnai, matant 42 persones, i es va haver de fer una expedició de càstig dirigida pel general Sir Charles Macgregor, al que el cap dels marri va presentar la seva submissió pagant una indemnització (125.000 rupies) i una multa (175.000 rupies) i van cedir la meitat dels ingressos de la vall de Kuat-Mandai en garantia fins que el pagament arribés a 50.000 rupies. Excepte per l'incident de Sunari de 1896 (amb 11 morts) els marris ja no van donar més problemes; uns disturbis el 1898 van comportar la sortida del fill del cap de la tribu marri cap a l'Afganistan de manera temporal. Les tribus donaven servei militar als britànics: els marri 1 cap, 206 cavallers, 5 infants, i 8 ajudants, una part estacionats al districte de Loralai i una altra part al districte de Sibi; alguns també al mateix país marri. Els bugti aportaven 3 caps, 136 cavallers, 4 infants i 6 ajudants.